# Kalanchoe viguieri
Kalanchoe viguieri és una espècie de planta suculenta del gènere Kalanchoe, que pertany a la família Crassulaceae.

## Descripció
Planta perenne d'1 a 2 m d'alçada.
Les tiges són simples o poc ramificades, erectes, de joves cobertes amb un feltre de pèls estrellats blanquinosos, ràpidament glabres, llises, ceroses, vermelloses, i les tiges més velles amb escorça resinosa.
Les fulles són peciolades, gruixudes, carnoses, de joves feltrejades com les tiges, pecíol de 3 a 12 mm, làmina ovada a orbicular, d'1,5 a 4,5 cm de llarg i de 0,5 a 3,5 cm d'ample, punta obtusa, base arrodonida, marges sencers o gairebé sencers.
Les inflorescències en panícules racemoses de poques flors, inclinades, de 4 a 9 cm de llarg i de 2 a 8 cm d'ample, peduncles pubescents, pedicels de 8 a 13 mm.
Les flors són pèndules, totalment feltrejades amb pèls estrellats; calze de color verd a taronja, tub d'1 a 3 mm; sèpals ovats a deltoides, de 5 a 8 mm de llarg i de 5 a 6,8 mm d'ample; corol·la campanulada, de color rosa a taronja; tub de 15 a 25 mm; pètals deltoides a oblongs, cuspidats, de 6 a 8 mm de llarg i ample; estams lleugerament sobresortints.

## Distribució
Planta endèmica del sud-oest de Madagascar (altiplà de Mahafaly). Creix en bosc xerofític sobre pedra calcària.

## Taxonomia
Kalanchoe viguieri va ser descrita per Raymond-Hamet i Joseph Marie Henry Alfred Perrier de la Bâthie (Raym.-Hamet & H.Perrier) i publicada als Annales du Musée Colonial de Marseille. sér. 3, 2: 187. 1914.

### Etimologia
Kalanchoe: nom genèric que deriva de la paraula cantonesa "Kalan Chauhuy", 伽藍菜 que significa 'allò que cau i creix'.
viguieri: epítet atorgat en honor del botànic francès René Viguier.

### Sinonímia
- Kalanchoe viguieri var. latisepala  Hamet & H.Perrier (1914)
- Kalanchoe viguieri var. genuina  Hamet & H.Perrier (1914)